# Piotr Musiałowski
Piotr Musiałowski (ur. 1977) – polski architekt, laureat wielu nagród i wyróżnień w konkursach architektonicznych. Założyciel biura 2pm. Rozgłos jego firmie dało uzyskanie I nagrody w czerwcu 2014 w konkursie na projekt Pawilonu Polski na Expo 2015 w Mediolanie.

## Życiorys
W 2004 ukończył studia na Wydziale Architektury Politechniki Warszawskiej. Dyplom, za który otrzymał wyróżnienie, przygotował pod opieką prof. Ewy Kuryłowicz. Ze swoją promotorką współpracował również przez kolejne 5 lat, będąc w zespole projektującym gmach Muzeum Historii Polski w Warszawie. Praca wykonana przez biuro Kuryłowicz & Associates uzyskała wówczas wyróżnienie.
W latach 2004–06 był także asystentem projektanta w pracowni Gensler w Londynie. W 2007 założył autorską pracownię architektoniczną 2pm.
2-krotnie otrzymał nagrodę w popularnym wśród studentów i młodych architektów konkursie "Łazienka Koło". W 2005 wraz z Łukaszem Płatkowskim Musiałowski otrzymał wyróżnienie; 2 lata później – z Łukaszem Przybyłowiczem – zdobył Grand Prix. W 2007 zadaniem konkursowym był projekt toalety publicznej, usytuowanej w zabytkowej części Kazimierza Dolnego. Uznanie jury zdobyła koncepcja ukrycia budynku za ażurową ścianą z drewnianych sztachet, przypominających zwykły, wiejski płot. Zwrócono uwagę na prostotę dobrze wpisującego się w charakter miejscowości konceptu. W sierpniu 2012 konkursowy projekt Musiałowicza i Przybyłowicza doczekał się realizacji w pobliżu nadwiślańskiego bulwaru w Kazimierzu.
Kolejnym ważnym sukcesem architekta była wygrana w konkursie rozstrzygniętym w marcu 2014 na projekt pomnika Polaków ratujących ludność pochodzenia żydowskiego w czasie II wojny światowej. Musiałowski pracę wykonał wraz z Pauliną Pankiewicz we współpracy z Michałem Adamczykiem. Zaproponował pomnik w kształcie wijącej się w powietrzu wstęgi, na której wypisane mają być nazwiska osób, pomagającym Żydom w czasie wojny.

## Nagrody i wyróżnienia
2004

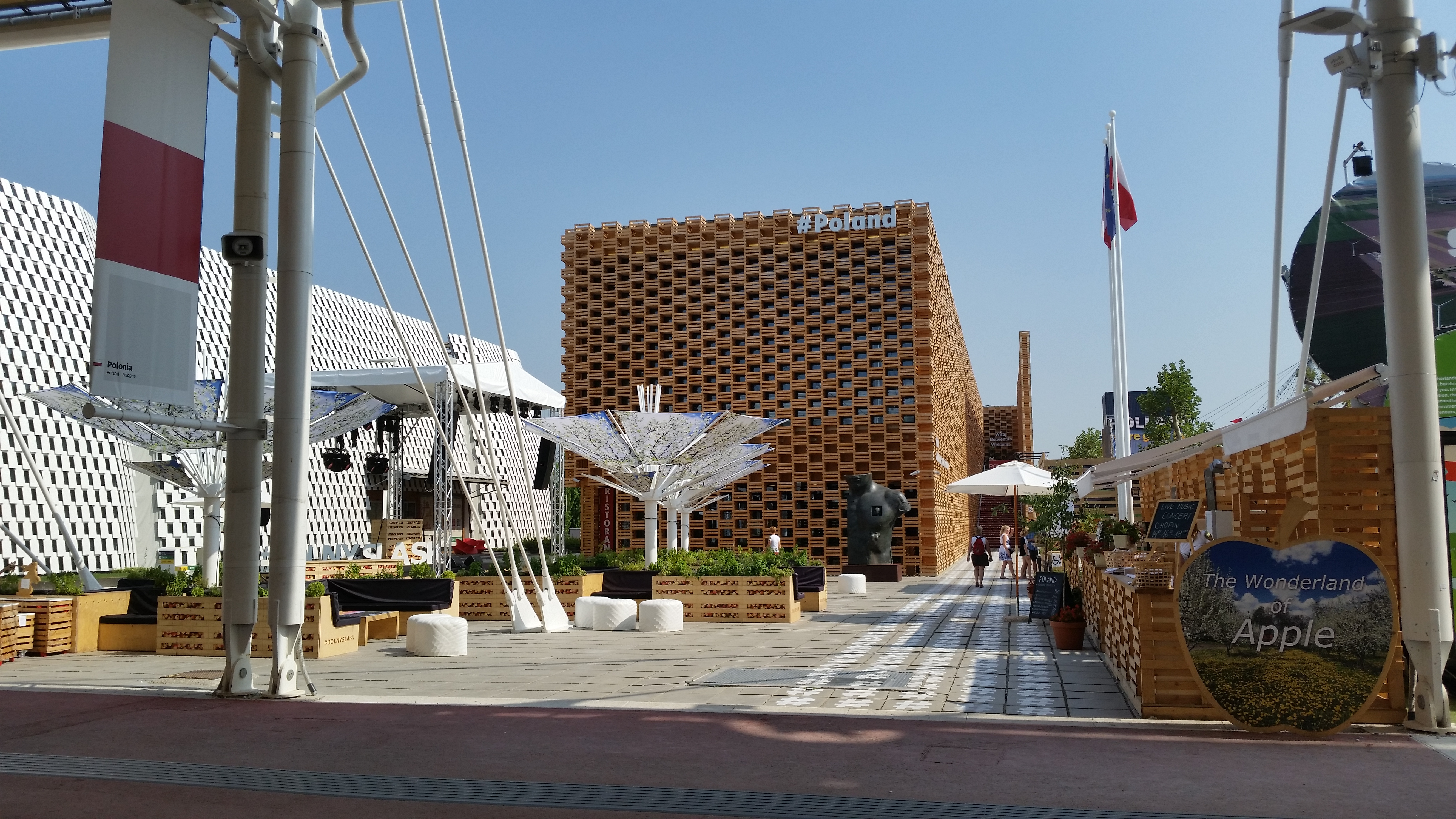
Pawilon Polski na Expo 2015

- I nagroda w konkursie „PLANY NA PRZYSZŁOŚĆ 2004” wraz z Błażejem Hermanowiczem, Marcinem Mostafą oraz Stanisławem Rewskim

2005
- wyróżnienie równorzędne II stopnia w konkursie „Łazienka KOŁO 2005” wraz z Łukaszem Płatkowskim

2007
- Grand Prix w konkursie „Łazienka KOŁO 2007” w Kazimierzu Dolnym wraz z Łukaszem Przybyłowiczem - projekt zrealizowany w 2011

2011
- wyróżnienie w konkursie na Wydział Rzeźby ASP w Warszawie wraz z Michałem Adamczykiem oraz Mikołajem Kwiecińskim
- wyróżnienie w konkursie na Rewitalizację Targowiska w Gnieźnie wraz z Michałem Adamczykiem oraz Mikołajem Kwiecińskim

2014
- I nagroda w konkursie na Pawilon Polski na wystawę EXPO 2015 w Mediolanie - projekt zrealizowany w maju 2015
- I nagroda w konkursie na Pomnik Polaków Ratujących Żydów w czasie II wojny światowej, zlokalizowany na Placu Grzybowskim w Warszawie

2015
- III nagroda w konmkursie na opracowanie koncepcji architektonicznej Panteonu - Mauzoleum ofiar zbrodni komunistycznych zlokalizowanego na kwaterze Ł Cmentarza Wojskowego na Powązkach w Warszawie
- wyróżnienie w konkursie na aranżację i zadaszenie przestrzeni dziedzińca - lapidarium Muzeum Warszawy
- wyróżnienie honorowe w konkursie na Upamiętnienie Polaków ratujących Żydów w czasie okupacji niemieckiej Ratującym Ocaleni, zlokalizowane przy Muzeum Historii Żydów Polskich w Warszawie